# Мерсон, Пол
Пол Чарльз Ме́рсон (род. 20 марта 1968, Харлзден, Лондон) — английский футболист, тренер и футбольный эксперт. Начинал играть на позиции нападающего, затем перешёл на позицию полузащитника.
Известен своими выступлениями за такие клубы как Арсенал, Мидлсбро и Астон Вилла, также появлялся в клубах английской футбольной лиги в составе Брентфорда и Портсмута. Он также играл за клуб Уолсолл, где он провел два года в качестве играющего тренера.
За сборную Англии Мерсон провел 21 матч, забив 3 мяча.

## Карьера игрока
Родившись в Харлесдене, Северо-Западном районе Лондона, Мерсон начал свою футбольную карьеру в Арсенале, выступая за молодёжную команду. После этого был отправлен в аренду, в клуб Брентфорд, где играл под руководством Фрэнка Маклинтока. После возвращения из аренды дебютировал за канониров 22 ноября 1986 года против Манчестер Сити. Постепенно утвердился в основном составе Арсенала. В сезоне 1988-89 он постоянно появлялся на правом фланге полузащиты, а его клуб, Арсенал, смог выиграть чемпионат Англии. Мерсон забил десять мячей в том сезоне, также дебютировав за молодёжную сборную Англии. В конце сезона был признан лучшим молодым игроком года.
С Арсеналом Мерсон выиграл второй чемпионат Англии в 1991 году, а также Кубок Англии и Кубок Лиги в 1993 году и стал обладателем Кубка кубков в 1994 году. Он также дебютировал за национальную сборную Англии в товарищеском матче против Германии 11 сентября 1991 года.
Дальнейшая карьера Мерсона была поставлена под сомнение, когда в ноябре 1994 года он признался, что является алкоголиком и наркоманом. Футбольная ассоциация Англии заставила Мерсона пройти трёхмесячный курс реабилитационной программы, и вскоре он вернулся в клуб. Это произошло перед увольнением Джорджа Грэма, который на тот момент был тренером клуба. Пост тренера занял Стюарт Хьюстон, и при нём Мерсон помог Арсеналу выйти в финал Кубка обладателей кубков второй сезон подряд.
В 1995-96 годах, Мерсон сумел закрепиться в основном составе «Арсенала» под руководством нового тренера Брюса Риоча. В течение следующего сезона, после назначения Арсена Венгера, продолжал играть регулярно за Арсенал. В конце сезона 1996-97 Мерсон был продан Мидлсбро за 5 миллионов фунтов стерлингов. Мерсон сыграл за Арсенал 423 раз и забил 99 голов во всех соревнованиях.

## Достижения

### Клубные
«Арсенал»
- Чемпион Англии: 1988/89, 1990/91
- Обладатель кубка футбольной лиги: 1992/93
- Обладатель Кубка обладателей кубков УЕФА: 1994
- Обладатель кубка Англии: 1992/93

### Индивидуальные
- Молодой игрок года по версии ПФА: 1989 года
- Игрок месяца английской Премьер-лиги: февраль 2000 года
- Приз Алана Хардекера: 1993

### Личная жизнь
Мерсон был трижды женат и имеет шестерых детей. Его первый брак рухнул, когда шёл процесс реабилитации после лечения от наркомании и алкоголизма.